# غبيراء لانكاسترية
الغبيراء اللانكاسترية (باللاتينية: Sorbus lancastriensis) نوع نباتي شجري يتبع جنس الغبيراء من الفصيلة الوردية.
تنتشر في منطقة لانكاستر في إنكلترا.